# Chuck Cooper
Charles «Chuck» Harrison Cooper (Pittsburgh, Pensilvania; 29 de septiembre de 1926 - Pittsburgh; 5 de febrero de 1984) fue un jugador de baloncesto estadounidense que disputó 6 temporadas en la NBA. Se hizo popular por haberse convertido en el primer jugador de raza negra en ser elegido en el draft de la NBA, en 1950, pero no el primero en firmar un contrato con un equipo de la NBA, ese honor le corresponde a Nat «Sweetwater» Clifton y a su vez, Earl Lloyd fue el primero en jugar un partido en la liga, un día antes que Cooper y cuatro antes que Clifton.

## Carrera

### Universidad
Cooper fue una estrella de instituto en el Westinghouse High School en Pittsburgh, antes de pasar a la NCAA, donde militó en la Universidad de Duquesne y en West Virginia State.
Con los Dukes estuvo desde 1947 hasta 1950, y los lideró a un récord de 78-19. Tuvo dos participaciones en el NIT y dos apariciones. Capitaneó al equipo que en la temporada 1949-1950|50 acabó con un balance de 23-6 y el 6.º mejor ranking nacional.

### NBA
Fue elegido por los Boston Celtics de Red Auerbach en el puesto 14 de 2.ª ronda del Draft de la NBA de 1950, siendo el primer jugador de color en ser seleccionado en la historia.
Debutó en la temporada 1950-51 y firmó unos muy buenos 9 puntos, 8.5 rebotes y 2.6 asistencias. Como sophomore descendieron sus prestaciones, con  8.2 puntos, 7.6 rebotes y 2 asistencias. En las dos temporadas siguientes con los Celtics seguiría bajando sus números. Durante su ciclo de 4 temporadas allí no alcanzó las finales pese a pasar por playoffs en todas las temporadas como verde.
Para la temporada 1954-55 fue traspasado a Milwaukee Hawks, donde estuvo un año y promedió 8,2 puntos, 5,5 rebotes y 2,2 asistencias. Al acabar la temporada fue traspasado a Fort Wayne Pistons. Allí pasó su última campaña en la NBA y firmó 4,5 puntos y 3,6 rebotes.
Durante su carrera en la liga promedió 6,7 puntos, 5,9 rebotes y 1,8 asistencias.

## Estadísticas de su carrera en la NBA

### Temporada regular
| Año     | Equipo     | PJ  | MPP  | %TC  | %TL  | RPP | APP | PPP |
| ------- | ---------- | --- | ---- | ---- | ---- | --- | --- | --- |
| 1950–51 | Boston     | 66  | –    | .344 | .753 | 8.5 | 2.6 | 9.3 |
| 1951–52 | Boston     | 66  | 29.9 | .361 | .741 | 7.6 | 2.0 | 8.2 |
| 1952–53 | Boston     | 70  | 28.5 | .337 | .758 | 6.3 | 1.6 | 6.5 |
| 1953–54 | Boston     | 70  | 15.7 | .299 | .672 | 4.3 | 1.1 | 3.3 |
| 1954–55 | Milwaukee  | 70  | 25.0 | .339 | .751 | 5.5 | 2.2 | 8.2 |
| 1955–56 | St. Louis  | 35  | 16.4 | .337 | .738 | 3.9 | 1.7 | 5.1 |
| 1955–56 | Fort Wayne | 32  | 17.8 | .316 | .776 | 3.2 | 0.9 | 3.9 |
| Total   | Total      | 409 | 23.2 | .339 | .743 | 5.9 | 1.8 | 6.7 |

### Playoffs
| Año    | Equipo     | PJ | MPP  | %TC  | %TL  | RPP | APP | PPP  |
| ------ | ---------- | -- | ---- | ---- | ---- | --- | --- | ---- |
| 1951   | Boston     | 2  | –    | .333 | .400 | 6.5 | 1.5 | 5.0  |
| 1952   | Boston     | 3  | 42.7 | .320 | .895 | 5.3 | 1.3 | 11.0 |
| 1953   | Boston     | 6  | 32.5 | .396 | .815 | 6.5 | 2.3 | 10.0 |
| 1954   | Boston     | 6  | 18.0 | .500 | .727 | 5.2 | 0.7 | 4.0  |
| 1956   | Fort Wayne | 9  | 6.6  | .192 | .667 | 1.9 | 0.2 | 1.3  |
| Career | Career     | 26 | 20.4 | .346 | .785 | 4.5 | 1.0 | 5.3  |